# Лесное (Черняховский район)
Лесное (до 1928 — Дваришкен (нем. Dwarischken), до 1947 — Айхенберг (нем. Eichenberg)) — посёлок в Черняховском районе Калининградской области.

## География
Посёлок Лесное расположен на востоке области, на правом (северном) берегу Писсы, примерно в 4 км по прямой от районного центра, города Черняховска.

## История
Населённый пункт относится к исторической области именем Надровия.
В 1938 году властями гитлеровской Германии Дваришкен был переименован в Айхенберг в рамках кампании по упразднению в Восточной Пруссии топонимики прусско-литовского происхождения.
В 1946 году Айхенберг был переименован в посёлок Лесное.
До 2014 года входил в состав Свободненского сельского поселения.

## Население
| 1910 | 1933 | 1939 | 2002 | 2010 |
| ---- | ---- | ---- | ---- | ---- |
| 199  | ↗215 | ↗251 | ↘62  | ↗79  |